# Francisco José de Lima Barros
Francisco José de Lima Barros (Rio de Janeiro, 20 de janeiro de 1847 - Riachuelo, 11 de junho de 1865) foi um militar da Armada Imperial Brasileira e herói da Guerra do Paraguai.

## Biografia

### Início de vida
Nasceu em 20 de janeiro de 1847, na cidade do Rio de Janeiro, filho de Francisco José de Lima Barros. Aos 10 anos, iniciou seus estudos no Imperial Colégio de Pedro II, notabilizando-se por seus conhecimentos apesar da pouca idade. Em 1861, com 14 anos, começou a estudar na escola de marinha, completando seus estudos em 1863, ano em que foi promovido a oficial com a patente de guarda-marinha. Ainda em 1863, foi para a Europa em viagem de estudos. No ano seguinte, foi destacado na corveta Bahiana e rumou para os combates na Guerra do Uruguai.

### Serviço na marinha
Em dezembro de 1864, Lima Barros participou ativamente do Cerco de Paissandu, onde ele e outros da corveta Bahiana desembarcaram na cidade e ajudaram na tomada dela. Após esta ação, foi designado para a corveta Jequitinhonha, já em plena Guerra do Paraguai. A embarcação foi destinada à frota que guardaria Riachuelo de qualquer investida do adversário.
No dia 11 de junho de 1865, ocorreu a Batalha Naval do Riachuelo entre os vapores brasileiros e diversas embarcações paraguaias. Em um dado momento da batalha, a embarcação de Lima Barros encalhou em um banco de areia oposta à margem. Alguns marinheiros tentavam fazer o Jequitinhonha navegar novamente, enquanto outros estavam em postos de artilharia, batendo o inimigo. A artilharia de proa estava sob comando de Lima Barros, que fazia fuzilaria desde às 8h da manhã até às 15h, quando uma bala de canhão paraguaia o atingiu na cabeça, levando-o à morte instantânea. Por sua bravura, é um dos heróis brasileiros da Guerra do Paraguai.

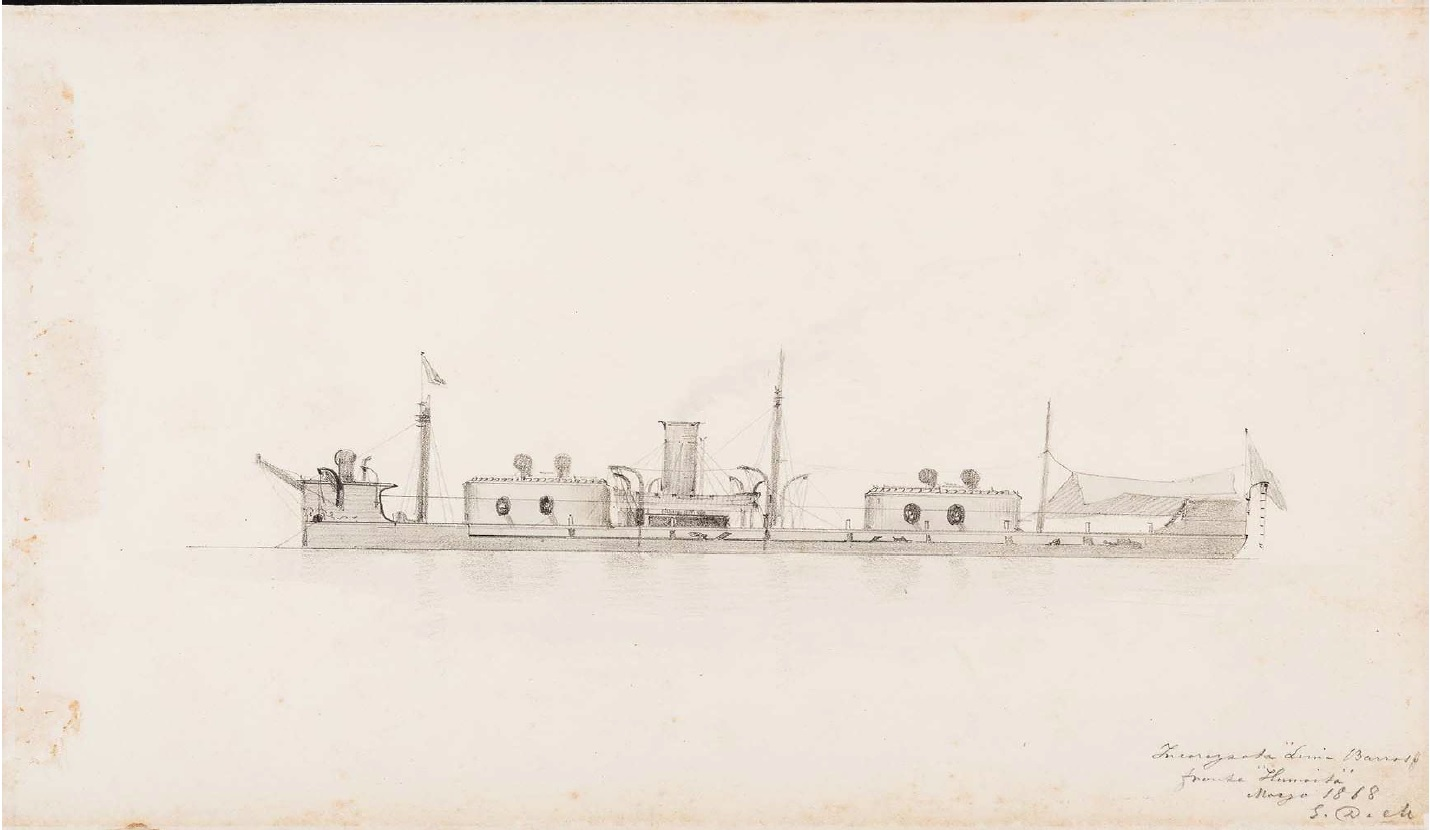
Ilustração do monitor encouraçado Lima Barros

### Homenagem
Em homenagem ao guarda-marinha caído na batalha de 11 de junho, a marinha brasileira batizou o monitor encouraçado incorporado em 3 de abril de 1866 com seu sobrenome, Lima Barros. O monitor atuou em diversas batalhas da guerra, além de outras comissões até ser aposentado em 1883.